# 維薩吉納斯 (市鎮)
維薩吉納斯是立陶宛烏田納縣内的市镇，位于该国东北部，行政中心为維薩吉納斯市。市镇面積为58平方公里，2020年人口数量为18,250人。
该市镇有維薩吉納斯市、16个村庄及一个农场组成。

## 历史
本市镇在1994年7月19日正式成立，并命名为“维萨吉纳斯城市市镇”（Visagino miesto savivaldybė）。市镇在1995年3月25日本地选举后才真正建立。最初时市镇只包括维萨吉纳斯市，但在2003年1月1日兼并了伊格納利納區一些地方，并改名为现今的正式名字“维萨吉纳斯市镇”。

## 地图

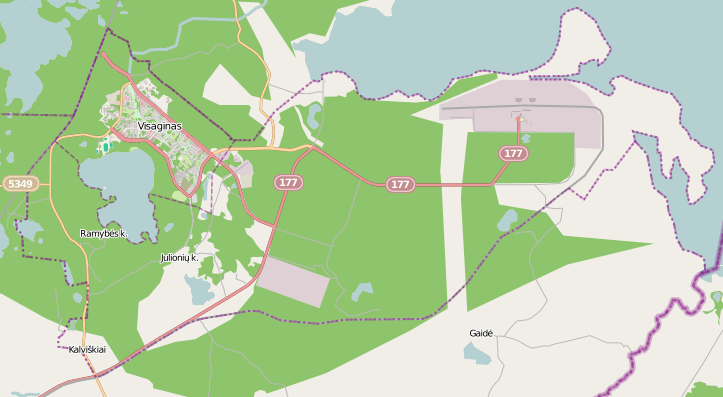
維薩吉納斯市镇地图